# Île Bertrand (Charente)
Pour les articles homonymes, voir Île Bertrand et Bertrand.
L'île Bertrand est une île fluviale de la Charente, située sur la commune de Montignac-Charente.